# Überbrückungsgeld (Existenzgründung)
Das Überbrückungsgeld (im Folgenden auch ÜG) war eine staatliche Subvention zur Förderung der Existenzgründung und wurde von der Agentur für Arbeit gezahlt. Weitere staatliche Subventionen zur Existenzgründung sind der Existenzgründungszuschuss und das Einstiegsgeld. 
Vom 1. August 2006 an wird diese Subvention nur noch gezahlt, wenn die Förderung vor diesem Tag genehmigt wurde. Neue Bewilligungen sind ausgeschlossen, weil die Maßnahme durch den Gründungszuschuss, der für Gründungen ab dem 1. August 2006 beantragt werden kann, abgelöst wurde. Gründer mit weniger als drei Monaten Restanspruch auf Arbeitslosengeld konnten während einer dreimonatigen Übergangszeit bis zum 31. Oktober 2006 noch das alte Überbrückungsgeld beantragen.

## Aktuelle Entwicklung
Das Überbrückungsgeld und der Existenzgründungszuschuss (Ich-AG) sind mit Wirkung ab 1. August 2006 durch die neue Förderung des Gründungszuschusses ersetzt worden, der für maximal 15 Monate gewährt werden kann. Einzige Ausnahme: Wer vor dem 31. Juli seine Gründungsvorbereitungen unter den Bedingungen des Überbrückungsgeldes begonnen hat, sein Unternehmen aber erst nach dem 31. Juli gründet und ausschließlich wegen eines zu geringen Restanspruchs auf Arbeitslosengeld keinen Anspruch auf einen Gründungszuschuss hat, kann noch bis zum 31. Oktober 2006 mit dem bisherigen Überbrückungsgeld gefördert werden. 
Für bereits laufende Maßnahmen, die bis einschließlich Juli 2006 bewilligt wurden, tritt keine Änderung ein und Überbrückungsgeld/Existenzgründungszuschuss werden bis zum Ende des Förderzeitraums weitergezahlt.

## Rechtsgrundlagen
Die Rechtsgrundlage für das ÜG findet sich in § 57 SGB III. Das ÜG wird nur auf Antrag gewährt; der Antrag muss vor der Aufnahme der selbständigen Tätigkeit gestellt werden. Der Antrag kann sowohl aus der Arbeitslosigkeit als auch aus einer bestehenden Beschäftigung zur Vermeidung von Arbeitslosigkeit (absehbare Kündigung durch Arbeitgeber bzw. schon gekündigt) heraus gestellt werden.

## Anspruchsberechtigte
Arbeitnehmer, die durch Aufnahme einer selbständigen, hauptberuflichen Tätigkeit die Arbeitslosigkeit beenden oder vermeiden, haben zur Sicherung des Lebensunterhalts und zur sozialen Sicherung in der Zeit nach der Existenzgründung Anspruch auf ÜG. 
ÜG wird geleistet, wenn der Arbeitnehmer
- in engem zeitlichen Zusammenhang (maximal 30 Kalendertage nach Ende Leistungsbezug) mit der Aufnahme der selbständigen Tätigkeit oder der vorgeschalteten Teilnahme an einer Maßnahme zu deren Vorbereitung Entgeltersatzleistungen nach dem SGB III bezogen hat oder einen Anspruch darauf hätte oder eine Beschäftigung ausgeübt hat, die als Arbeitsbeschaffungsmaßnahme nach dem SGB III gefördert worden ist, und
- eine positive Stellungnahme einer fachkundigen Stelle über die Tragfähigkeit der Existenzgründung vorgelegt hat; fachkundige Stellen sind insbesondere die Industrie- und Handelskammern, Handwerkskammern, berufsständischen Kammern, Fachverbände, Kreditinstitute und Steuerberater.

Für das positive Votum der fachkundigen Stelle ist in der Regel ein mehrseitiger Geschäftsplan einzureichen, der die Geschäftsidee, die Marktchancen und die Risiken beschreibt, sowie eine Umsatzvorschau für die kommenden drei Jahre enthält.
Geförderte Personen, die das 65. Lebensjahr vollendet haben, haben vom Beginn des folgenden Monats an keinen Anspruch mehr auf ÜG.

## Dauer der Förderung
Das ÜG wird für die Dauer von sechs Monaten geleistet. ÜG kann nicht gewährt werden, solange Ruhenstatbestände nach den §§ 142 bis 143a SGB III vorliegen. Liegen die Voraussetzungen für eine Minderung des Anspruchs auf Arbeitslosengeld nach § 140 SGB III vor, mindert sich das ÜG um die entsprechende Höhe für die Zahl der Tage, die in den Zeitraum der Förderung mit ÜG hineinragen. Liegen die Voraussetzungen für ein Ruhen des Anspruchs bei Sperrzeit nach § 144 SGB III vor, verkürzt sich die Dauer der Förderung entsprechend der Dauer der Sperrzeit unter Berücksichtigung der bereits verstrichenen Dauer der Sperrzeiten.

## Ausschluss von der Förderung
Die Förderung ist ausgeschlossen, wenn nach Beendigung einer früheren Existenzgründungsförderung nach SGB III noch nicht 24 Monate vergangen sind; von der Einhaltung dieser Frist kann wegen besonderer in der Person des Arbeitnehmers liegender Gründe abgesehen werden.
Ebenfalls ausgeschlossen ist die Förderung, sofern der Arbeitnehmer sein Arbeitsverhältnis löst (bspw. durch Kündigung oder Aufhebungsvertrag), um nahtlos in die Selbständigkeit überzugehen.

## Höhe der Förderung
Das ÜG setzt sich zusammen aus einem Betrag, den der Arbeitnehmer als Arbeitslosengeld zuletzt bezogen hat oder bei Arbeitslosigkeit hätte beziehen können, und den darauf entfallenden pauschalierten Sozialversicherungsbeiträgen. Die pauschalierten Sozialversicherungsbeiträge werden als prozentualer Zuschlag ermittelt, dem der jeweils im ersten Halbjahr des Vorjahres für Bezieher von Arbeitslosengeld insgesamt geleistete durchschnittliche Gesamtsozialversicherungsbeitrag zugrunde zu legen ist. Der Zuschlag beträgt im Jahr 2006 69,5 % vom Arbeitslosengeld-I (ändert sich jährlich).

## Steuerliche Behandlung
Das Überbrückungsgeld ist bei der Einkommensteuer eine steuerfreie Einnahme, die auch (ab 2003) nicht mehr dem Progressionsvorbehalt unterliegt.

## Beratung
Für eine Genehmigung des Antrages ist bei einigen Arbeitsagenturen die Teilnahme an einem Existenzgründerseminar vorgeschrieben, in dem die Modalitäten des Antragsverlaufes, sowie Kriterien für die Erteilung der Förderung detailliert erläutert werden. Zudem bieten Steuerberater und die IHKs gezielte Beratungsdienste für Existenzgründer und Antragsteller an, die man in Anspruch nehmen sollte.